# Coleophora gryphipennella
Coleophora gryphipennella là một loài bướm đêm thuộc họ Coleophoridae. Nó được tìm thấy ở châu Âu.
Sải cánh dài 11–13 mm. Con trưởng thành bay từ tháng 6 đến tháng 7 tùy theo địa điểm.
Ấu trùng ăn Rose species.

## Hình ảnh

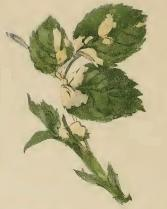
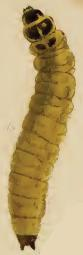